# (10633) Akimasa
(10633) Akimasa est un astéroïde de la ceinture principale.

## Description
(10633) Akimasa est un astéroïde de la ceinture principale. Il fut découvert le 20 février 1998 à l'observatoire d'Ondřejov par Petr Pravec. Il présente une orbite caractérisée par un demi-grand axe de 2,46 UA, une excentricité de 0,09 et une inclinaison de 7,2° par rapport à l'écliptique.

## Compléments